# Natalja Abramcewa
Natalia Abramcewa (ros. Наталья Корнельевна Абрамцева, Natalja Kornieljewna Abramcewa; ur. w 1954, zm. w 1995) – radziecka pisarka.

## Życiorys
Mieszkała w Moskwie. Już w dzieciństwie była ciężko, obłożnie chora. Swoje dzieła wydawała drukiem od 1978. Pisała dla dzieci, regularnie publikowała swoje utwory w gazetach . 

## Wybrane prace
Zbiory bajek:
- „Skazka o wiesiołoj pczele”(1985);
- „Czto takoje zima” (1988);
- „Dienʹ rożdienija” (1990);

i inne .